# Prisión de Almería
La prisión provincial de Almería, también conocida como Centro Penitenciario de Almería - El Acebuche, es una prisión ubicada en el municipio de Almería, España. Se trata de una cárcel de género mixto que da servicio a la provincia. Actualmente alberga 478 celdas estándares y 96 complementarias.

## Historia
Los primeros presos fueron trasladados desde la antigua prisión de la carretera de Níjar hasta dicha prisión el 15 de julio de 1986, aunque la inauguración oficial se produjo el 20 de octubre a manos del entonces ministro de Justicia Fernando Ledesma. La construcción vino motivada por la falta de espacio en la antigua prisión, aunque ambos centros convivieron durante años, siendo el antiguo utilizado por presos de tercer grado que únicamente acudían a dormir.
En mayo de 1988, diez reclusos de extrema peligrosidad retuvieron a once trabajadores durante 14 horas tras una fuga fallida, que finalmente se solucionó mediante el diálogo. No obstante, a partir de los años 1990, el número de reclusos ha decaído desde 1300 a alrededor de 800. A pesar de que, en sus inicios, era considerada una de las cárceles más seguras del país, su declive hizo que se volviera obsoleta y antigua, por lo que, a partir de 2011, comenzaron una serie de obras para la creación de nuevos módulos, la remodelación de las zonas existentes y especialmente la digitalización de la tecnología empleada, con un presupuesto de 14 millones de euros.